# Viktor Fischl
Viktor Fischl, później Awigdor Dagan (ur. 30 czerwca 1912 w Hradcu Králové, zm. 28 maja 2006 w Jerozolimie) – czeski i izraelski poeta, prozaik, tłumacz i publicysta oraz dyplomata.

## Życiorys
Maturę zdał w gimnazjum realnym w Hradcu Králové w 1930. Potem ukończył studia socjologiczne i prawnicze na Uniwersytecie Karola w Pradze. W 1938 otrzymał stopień doktora praw. Od roku 1933 zajmował się pracą dziennikarską, współpracował z Czeskim Radiem, redagował syjonistyczny tygodnik „Židovské zprávy”.
W marcu 1939 wyjechał do Wielkiej Brytanii, działał tam w Ministerstwie Spraw Zagranicznych czechosłowackiego rządu emigracyjnego. Był bliskim współpracownikiem Jana Masaryka, z którym się zaprzyjaźnił. Był też sekretarzem czeskiego PEN Clubu na wygnaniu. Po wojnie w latach 1945–1947 pracował jako attaché kulturalny w ambasadzie czechosłowackiej w Londynie. W 1947 wrócił do Pragi i otrzymał stanowisko w wydziale informacyjnym Ministerstwa Spraw Zagranicznych.
Po puczu komunistycznym w lutym 1948 i zagadkowej śmierci Jana Masaryka zdecydował się na wyjazd do Izraela. Od 1955 do 1977 był izraelskim dyplomatą. Początkowo wysłano go do Azji (Japonia, Birma). Później pełnił funkcję ambasadora w Polsce (1961-1964), Jugosławii, Norwegii, Islandii i Austrii.

## Twórczość
Zaczynał jako poeta, wydał m.in. tomy: Jaro (1933, Wiosna), Kniga noci (1936, Księga nocy), Hebrejské melodie (1936, Melodie hebrajskie), Evropské žalmy (Londyn 1941, Psalmy europejskie). Jedną z najważniejszych książek pisarza są wspomnieniowe Hovory s Janem Masarykem (Tel Awiw 1951, Rozmowy z Janem Masarykiem).
Twórczość prozatorska to m.in. powieści: Hrací hodiny (1982, Zegar z kurantem) i Dvorní šašci (po hebrajsku 1982, po czesku 1990, Dworskie błazny) oraz tomy opowiadań Jeruzalémské povídky (po hebrajsku 1982, po czesku 1985, Opowiadania jerozolimskie) i Figarova zlatá svatba (1987, Złote wesele Figara).

### Działalność translatorska
Przełożył na czeski m.in. teksty poświęcone syjonizmowi. Tłumaczył również poezje Antoniego Słonimskiego (Alarm) oraz Franza Werfla. Znany jest ze swych przekładów Psalmów i Pieśni nad pieśniami.

## Recepcja polska
Po polsku wyszły w 2000 Opowieści jerozolimskie w przekładzie Andrzeja S. Jagodzińskiego. Ponadto „Literatura na Świecie” (1993, nr 11) opublikowała fragmenty Dworskich błaznów w tłumaczeniu Leszka Engelkinga. Powieść Pieśń koguta w przekładzie Krzysztofa Rejmera (2016), tomik wierszy Praskie przechadzki – wybór i przekład Katarzyny Boruń-Jagodzińskiej (2017).

## Nagrody i wyróżnienia
Pierwsza proza Fischla Píseň o lítosti (Pieśń o żalu, opublikowana po czesku dopiero w 1982) otrzymała w 1948 nagrodę Europejskiego Klubu Literackiego. W 2005 pisarz otrzymał za całokształt twórczości prestiżową Nagrodę Jaroslava Seiferta. W 1991 odznaczono go Orderem Tomáša Garrigue Masaryka III Klasy (czesko-słowackim), a w 1996 Orderem Tomáša Garrigue Masaryka III Klasy (czeskim). W 1999 nadano mu tytuł doktora honoris causa Uniwersytetu Karola w Pradze.

## Literatura
- Dana Emingerová, Dva životy – Hovory s Viktorem Fischlem, Praha 2002, ISBN 80-86103-53-6.
- Leszek Engelking, Wadzenie się z Bogiem – o Opowieściach jerozolimskich. “Nowe Książki” 2000, nr 9